# Mati Terezija
Mati Terezija, tudi Mati Tereza in sveta Terezija iz Kalkute, rojena kot Anjezë Gonxhe Bojaxhiu [anjéza góndže bojadžíu] , albanska redovnica, ustanoviteljica reda Misijonark ljubezni ter svetnica, * 26. avgust 1910, Skopje, Otomanski imperij (danes Severna Makedonija) † 5. september 1997, Kalkuta, Indija.

## Življenjepis
Mati Terezija se je rodila albanskim staršem leta 1910. Kasneje se je priključila irskemu Loreto redu nun, od koder je bila poslana v indijsko mesto Dardžiling za učiteljico. Leta 1931 je bila prestavljena v Kalkuto, kjer je skoraj 15 let poučevala zemljepis. Tu je ob hoji po ulicah mesta naletela na najrevnejše, na reveže, brezdomce in otroke, ki niso imeli svojcev in strehe nad glavo ter so zaradi tega životarili in umirali na cesti. Ta izkušnja je mlado redovnico globoko pretresla. Začutila je, da je za zidovi nunskega samostana preveč stran od njih, da bi jim pomagala. 
Leta 1946 si je začela mati Terezija prizadevati, da bi lahko svoje življenje posvetila skrbi za uboge na ulicah Kalkute. V ta namen je ustanovila nov red Misijonark ljubezni, ki ga je leta 1950 potrdil papež Pij XII. Ker je bila kot redovnica Loretskega reda zavezana svojim zaobljubam, je morala za dovoljenje prositi svoje predstojnice, pa tudi kalkutskega nadškofa. Za reveže je začela ustanavljati domove (za umiranje, za gobavce, za otroke ...), kjer je skupaj s sestrami skrbela za podhranjene, bolne in umirajoče in jim lajšala trpljenje. Leta 1963 je nastala tudi moška veja reda, imenovana Misijonarji ljubezni. Leta 1979 je za svoje človekoljubno delo prejela Nobelovo nagrado za mir. Leta 1980 je obiskala tudi Ljubljano, leta 1987 pa so se na Ježici naselile prve misijonarke ljubezni v Sloveniji. 
Od leta 1983 naprej, ko je doživela srčni napad, je imela mati Terezija stalne težave z zdravjem. 1992 je prestala operacijo na ožilju, vendar pa se ji je zdravstveno stanje še naprej slabšalo. Umrla je 5. septembra 1997, 13. septembra pa je bila v Kalkuti pokopana z najvišjimi državniškimi častmi. 19. oktobra 2003 jo je takratni papež Janez Pavel II. proglasil za blaženo. 
4. septembra 2016 je sledila njena kanonizacija: zopet v Rimu jo je prištel k svetnikom papež Frančišek.
Moto matere Terezije je bil “Daj prisrčno in brezplačno pomoč najrevnejšim!” Na njenem nagrobniku piše »Ljubite se med seboj, kakor sem vas jaz ljubil« (Jn 13, 34).
Mater Terezijo uvrščajo med humanitarne delavce in dobrotnike človeštva, kot so bili na primer Howard Kelly, Vincencij Pavelski, Louis Pasteur...